# قیچی هیدرولیکی
قیچی هیدرولیکی با استفاده از نیروی جکهای قدرتمند و سیستم هیدرولیک قوی میتوانند ورقها از ضخامت کمتر از یک میلیمتر تا ضخامت بیش از 50 میلیمتر را برش دهند. به همین منظور کاربرد این نوع قیچی ها بسیار متنوع بوده و در اکثر صنایع خصوصاً صنایع سنگین کاربرد دارند. 
قیچی های هیدرولیک در دو مدل کشویی و گهواره ای (پاندولی) تولید  میشوند.
با توجه به اهمیت فولاد و مصرف آن در صنایع مختلف مخصوصاً خودروسازی، لوازم خانگی و ...؛ تجهیزاتی که آهن (فولاد) را برای مصرف در کارخانجات آماده میکند نیز اهمیت خاصی خواهند یافت. تجهیزات با کاربری برش، فرم دهی و شکل دهی فلزات  اهمیت خاصی خواهند یافت.
فرایند برش فلزات یکی از پرکاربردترین و مهمترین فرایندهای تولید می باشد. ابزارهای زیادی مانند قیچی ها، اره ها، هوابرش، برش پلاسما، برش لیزر و .... برای این منظور بکار گرفته میشوند.  
یکی از قدیمی ترین، مهترین و پرکاربرد ترین تجهیزات برشکاری ورق، قیچی ها هستند. قیچی ها بهترین ابزار برای برش مستقیم و خطی بوده و علی رغم ورود دستگاه های پیشرفته جدید مانند برش لیزر، هنوز کارایی خود را دارند. سهولت کاربری و استفاده از آن، در کنار هزینه های نگهداری و تعمیرات منطقی، این دستگاه را به پرفروش ترین ابزار برشکاری ورق آهن تبدیل کرده است.
قیچی های هیدرولیکی ساخت ماشین سازی بزرگ دیانی با سیستم آکومولاتور یکی از بهترین دستگاه های ساخت ایران می باشد. در سیستم اکومولاتور با ذخیره نیرو به هنگام پایین امدن تیغه های برش، از این نیرو برای برگشت به بالا استفاده شده و کارایی سیستم هیدرولیک افزایش می باشد. برای اطلاعات بیشتر به سایت ماشین سازی بزرگ دیانی مراجعه کنید

## منابع

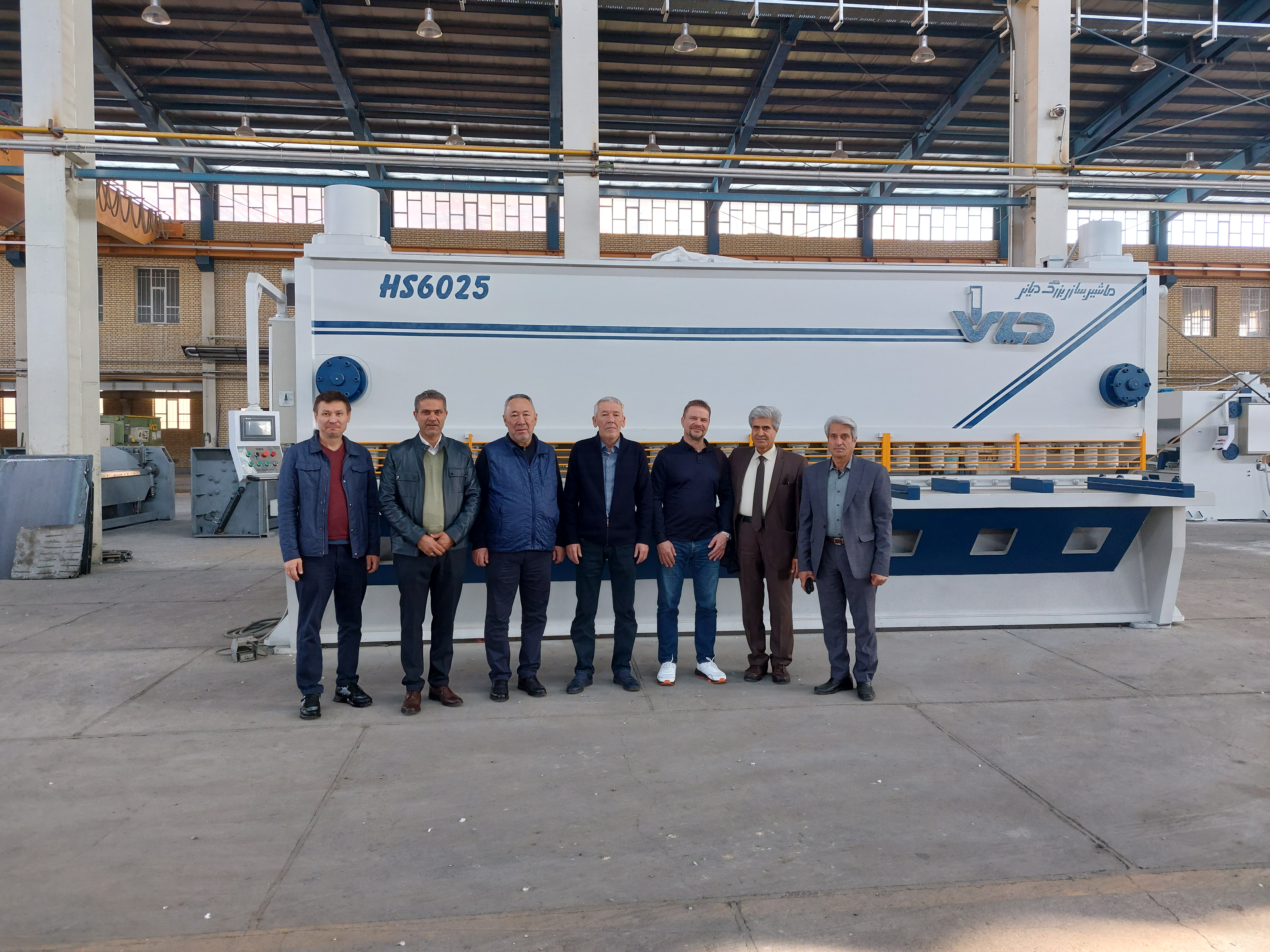
قیچی هیدرولیک ساخت ماشینسازی بزرگ دیانی